# Maurice Joyeux

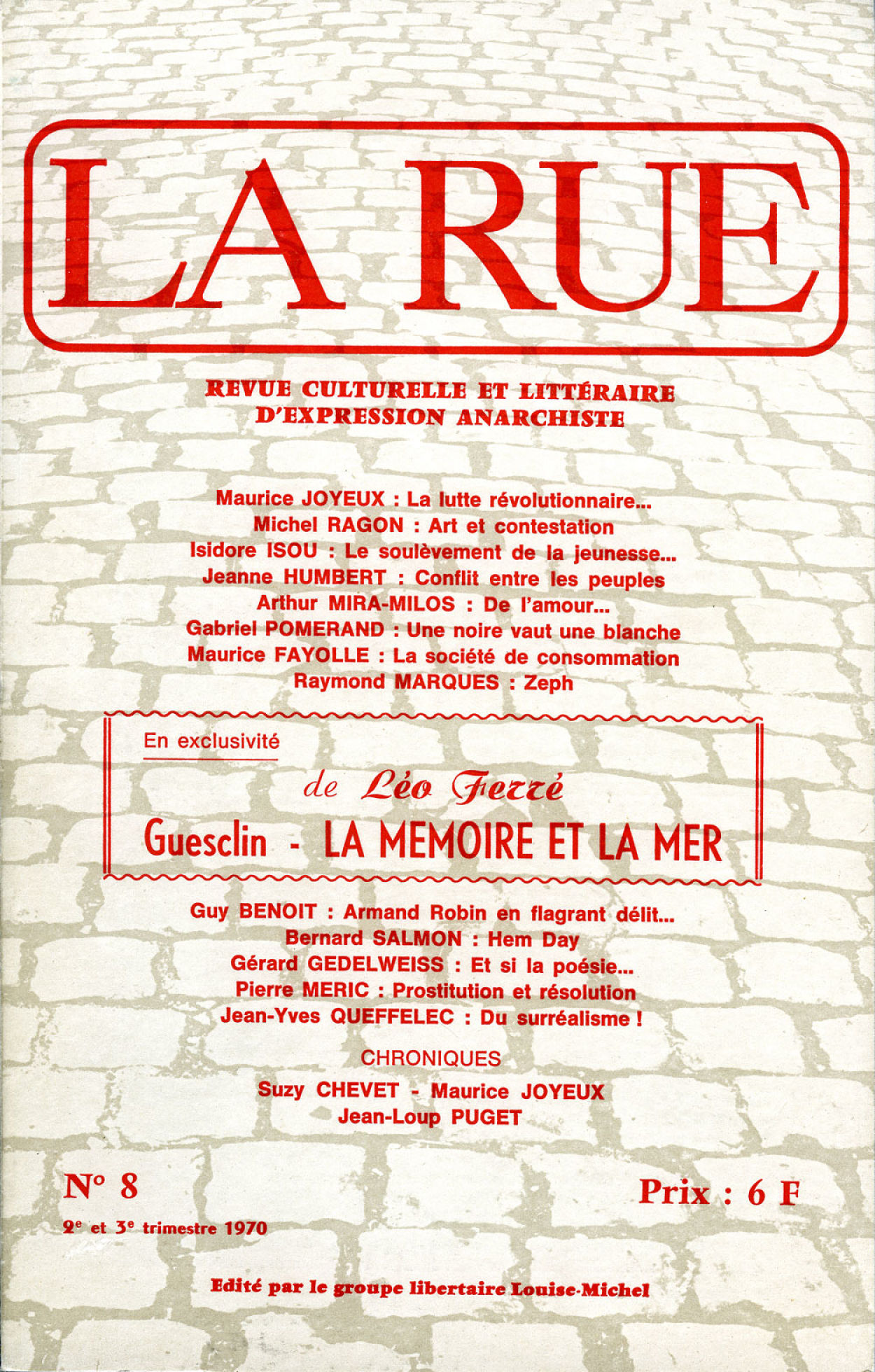
Le numéro 8 de la revue La Rue, en 1970.

Maurice Joyeux, né le 29 janvier 1910 à Paris et mort le 9 décembre 1991 dans cette ville, est un militant et écrivain anarchiste français. D'abord ouvrier mécanicien puis libraire, c'est une figure marquante du mouvement libertaire français.
Militant anarcho-syndicaliste à la CGTU puis à Force ouvrière, il reconstitue deux fois la Fédération anarchiste, d'abord après la Seconde Guerre mondiale, puis en 1953.

## Biographie

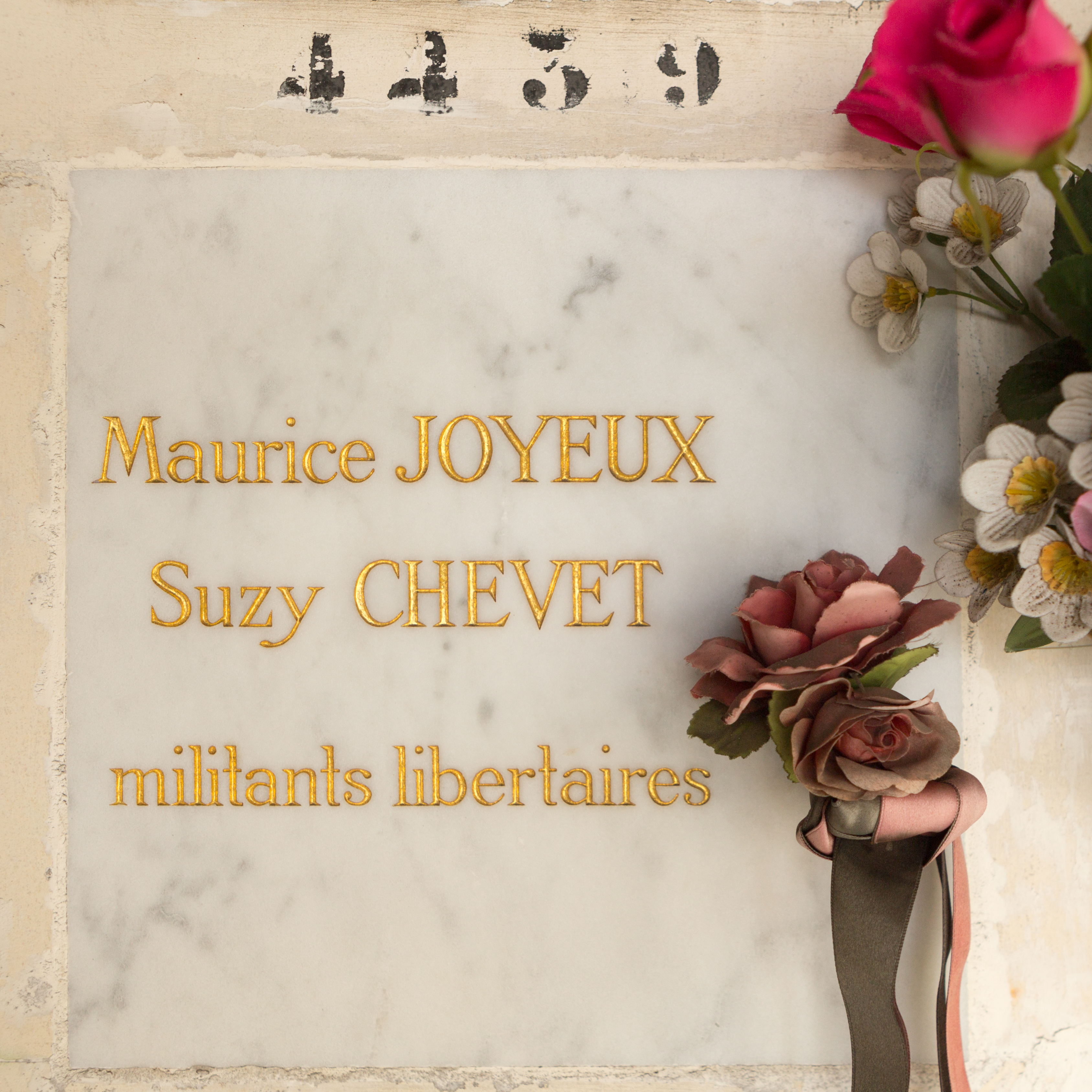
Case 4439 au columbarium du Père-Lachaise.

Maurice Alexis Joyeux est le fils de Maurice Alexandre Joyeux (1883-1915), employé, et de Rosine Thérèse Frey (1888-1951), teinturière.
Orphelin de guerre (son père était un militant socialiste), Maurice Joyeux est très tôt apprenti puis devient ouvrier.
À l’âge de 14 ans, il passe pour la première fois en correctionnelle et est condamné à 1 000 francs d’amende pour avoir cassé une côte au patron chez lequel il fait son apprentissage de serrurier, qui avait levé la main sur lui.
En 1928, il devance l’appel et effectue son service militaire au Maroc dans le 135e régiment du train automobile, puis, après avoir écopé d’un an de prison pour une altercation avec son supérieur, il finit dans un régiment disciplinaire à Colomb-Béchar (Algérie).

### Syndicaliste et réfractaire
Son premier contact avec l’anarchisme s’effectue en 1927 à l’occasion de la campagne en faveur de Sacco et Vanzetti.
Il milite au sein de la CGTU et s’engage avec le Comité des chômeurs dont il devient le secrétaire.
Arrêté le 16 février 1933, à la suite de l’occupation et du saccage du consulat polonais à Levallois-Perret (Seine) pour protester contre la mort d’un ouvrier polonais dans un baraquement où des rats lui avaient mangé la moitié d’un bras, il est incarcéré à la prison de la Santé. Il comparait le 12 avril devant la 13e Chambre correctionnelle qui le condamne à trois mois de prison et à 25 francs d’amende pour bris de clôture, violation de domicile et vagabondage. Il raconte cette période dans son livre Le Consulat polonais.
En 1935, devant son refus de devenir membre du Parti communiste, il est exclu par la CGTU de la direction du Comité des chômeurs. Il adhère alors à l’Union anarchiste et est condamné à six mois de prison pour violence à agents. En 1936, il participe aux occupations d’usines et anime le Front révolutionnaire. En 1938, il fait encore six mois de prison pour violences.
Réfractaire après l'entrée en guerre de la France (3 septembre 1939), Joyeux est arrêté en 1940, condamné à 5 ans de prison et incarcéré à Lyon à la prison Montluc, dont il s’évade après avoir fomenté une mutinerie, mais il est repris et n'est libéré qu'en 1944. C'est le sujet de son livre Mutinerie à Montluc publié en 1971.

### Reconstruction de la Fédération anarchiste
Après la Seconde Guerre mondiale, il est parmi les refondateurs de la Fédération anarchiste aux côtés de, notamment, Robert Joulin, Henri Bouyé, Georges Fontenis, Suzy Chevet, Renée Lamberet, Georges Vincey, Aristide et Paul Lapeyre, Maurice Fayolle, Maurice Laisant, Giliane Berneri, Solange Dumont, Roger Caron, Henri Oriol et Paul Chery.
Il assume la gérance du journal Le Libertaire du 21 août 1947 et au 5 août 1949.
Pour un article paru dans le journal le 3 avril 1947 et intitulé « Préparation militaire », il est condamné, le 17 février 1948, à 5 000 francs d’amende par la 17e Chambre correctionnelle et, le 4 novembre 1950, pour « apologie de meurtre », à propos d’un article paru dans le Libertaire du 17 février, à 40000 francs d’amende.
À partir de 1948, il milite activement dans le syndicat CGT-FO. Son engagement syndical lui vaut d'être critiqué au côté de Georges Fontenis par des antisyndicaux pour être « devenus célèbres pour leur opportunisme et leur mentalité bureaucratique ».
Un peu plus tard, il ouvre une librairie à Paris, Le Château des brouillards.
En 1953, l'orientation communiste libertaire plateformiste (portée par Georges Fontenis et la tendance clandestine Organisation pensée bataille) et l'orientation anarchiste synthésiste (porté par Maurice Joyeux) s'opposent au sein de la FA. La première l'emporte et change ainsi l'organisation en profondeur, devenant par la suite la Fédération communiste libertaire (FCL).
Anarcho-syndicaliste et anti-marxiste convaincu, il participe à la reconstruction de la Fédération anarchiste autour d'un nouveau journal, Le Monde libertaire et de sa propre librairie, Publico. Les principes de base de la nouvelle FA sont rédigés de façon à regrouper le plus grand nombre d'anarchistes, toutes tendances confondues. Un pari difficile à tenir, car il est obligé de faire des compromis avec les anarchistes individualistes. Il en résulte un mode de fonctionnement qu'il jugeait « impossible » : la prise de décision à l'unanimité, chaque membre de la FA disposant d'un droit de veto sur toute orientation de la FA.
En septembre 1960, il est parmi les signataires du Manifeste des 121, titré « Déclaration sur le droit à l’insoumission dans la guerre d’Algérie ».
En mai 68, avec sa compagne, Suzy Chevet, et le Groupe Louise Michel, il crée La Rue, revue d’expression culturelle libertaire, dont 87 numéros sont parus, de 1968 à 1987,.
En 1981, Joyeux est le premier invité de Radio libertaire, radio libre de la Fédération anarchiste à Paris.
Il a été l'ami d'André Breton, d'Albert Camus, de Georges Brassens et de Léo Ferré.

## Hommage de Léo Ferré
Dans le dernier refrain de sa chanson Les Anarchistes, Léo Ferré rend un discret hommage à Maurice Joyeux[source insuffisante] :
« Qu’y’en a pas un sur cent et pourtant ils existent 
 Et qu’ils se tiennent bien le bras dessus bras dessous 
 Joyeux, et c’est pour ça qu’ils sont toujours debout 
 Les anarchistes…  »

## Œuvres
- Le Consulat polonais, Calmann-Lévy, 1957 (roman).
- L’Anarchie et la société moderne. Précis sur une structure de la pensée et de l’action révolutionnaires et anarchistes, Nouvelles Éditions Debresse, 1969.
- L’Anarchie et la révolte de la jeunesse, Casterman, 1970.
- Mutinerie à Montluc, Éditions La Rue, 1971.
- L’Écologie, La Rue, 1975.
- Bakounine en France, La Rue, 1976.
- L’Anarchie dans la société contemporaine : une hérésie nécessaire ? , Casterman, 1977, (OCLC 4369078), 1996.
- L'Hydre de Lerne, collection La Brochure anarchiste, édition du Monde libertaire, Paris, 1983, 3e réédition (texte d'avril 1967).
- Karl Marx, le ténia du socialisme !, La Rue, 1983.
- Sous les plis du drapeau noir et Souvenirs d'un anarchiste ; 2 tomes de souvenirs, Éditions du Monde Libertaire, 1988.

### Articles
- Quelques articles publiés dans Le Monde libertaire.
- La lutte révolutionnaire, La Rue n° 8, 1970.
- La Chine de Mao Tsé-Toung, La Rue n° 19, 1975.
- Autogestion, Gestion directe, Gestion ouvrière. L'Autogestion, pourquoi faire ?, Volonté Anarchiste, n°9, Paris, édition du groupe Fresnes-Antony de la Fédération Anarchiste, 1979, texte intégral.
- Pourquoi j'ai signé le manifeste des 121 ?, Le Monde libertaire, n°64, novembre 1960, texte intégral.
- L’Écologie : une chaîne dont le dernier maillon est la révolution libertaire, La Rue, n°20, 2e et 3e trimestre 1975, texte intégral.

## Audiovisuel

### Télévision
- Christian Bussy, Anarchie, j'écris ton nom, Signes des Temps, Radio-télévision belge de la Communauté française, Sonuma, 7 mai 1973, voir en ligne.
- Jacqueline Lamant, Foi d'anar. Maurice Joyeux. Portrait d'un anarchiste, France Régions 3, 16 septembre 1984, 58 min, voir en ligne.
- Chrisitian Mottier, Ni Dieu ni maître, Temps présent, Radio télévision suisse, 3 avril 1970, voir en ligne.

## Audio
- L’anarchie et la société moderne, conférence, 22 min, écouter en ligne.
- Mémoire du siècle : Maurice Joyeux :  émission de France Culture produite par Antoine Spire et diffusée pour la première fois le 30 novembre 1986 : un long entretien de Maurice Joyeux avec Antoine Spire où il évoque tout son parcours de militant anarchiste, libertaire et anarcho-syndicaliste
- Sur Camus et Sartre, 1982, Radio Libertaire Écouter en ligne
- Sur Rosa Luxembourg, 《Une vie, une œuvre 》1985, France Culture Écouter en ligne

## Notices
- Ressource relative à la vie publique :   - Maitron
- Notices d'autorité :   - VIAF
  - ISNI
  - BnF (données)
  - IdRef
  - LCCN
  - GND
  - Belgique
  - Pays-Bas
  - Israël
  - NUKAT
  - Catalogne
  - Australie
  - WorldCat
- Système universitaire de documentation : publications liées.
- Dictionnaire des anarchistes, « Le Maitron » : notice biographique.
- « Maurice Joyeux (1910-1991) » sur le site Anarlivres.
- « Maurice Joyeux » sur L'Éphéméride anarchiste.
- « La Rue » sur L'Éphéméride anarchiste.
- Catalogue général des éditions et collections anarchistes francophones : notice bibliographique.
- Centre international de recherches sur l'anarchisme (Lausanne) : notice bibliographique.
- Fédération internationale des centres d'études et de documentation libertaires : affiche.